# かっ・ちゅうくん
かっ・ちゅうくんは、渡辺美術館のマスコットキャラクターである。甲冑を着た元気な男の子「かっちゃん」と相棒の足軽ネズミ「ちゅうくん」のペア。
子どもが好きな戦体ものではリーダー的存在となっている赤をベースとした甲冑を男の子に着せている。兜の装飾は「WATANABE」の「W」をイメージした。また、「甲冑」の「ちゅう」という辺りからネズミを連想し、相棒として足軽ネズミを置くことになった。
「ミュージアムキャラクターアワード2014」でにおいて9,503票を獲得し1位に選ばれた。。

## 主な登場場所
- 各種印刷物や広告で渡辺美術館のロゴと共に登場する。

## プロフィール
- 誕生日は2012年4月1日。
- 星座はおひつじ座である。